# Miss & Mr Hyde
Miss & Mr Hyde è un singolo del rapper italiano J-Ax, pubblicato il 24 agosto 2015 come quarto estratto dal quinto album in studio Il bello d'esser brutti.

## Descrizione
Nona traccia de Il bello d'esser brutti, la canzone parla del rapporto di Ax con le donne dopo il suo matrimonio e il suo conseguente cambio di idee nei loro riguardi.

## Video musicale
Il videoclip, diretto da Luca Tartaglia, mostra J-Ax e il suo gruppo durante l'esecuzione del brano in un concerto tenuto a Milano.